# Jens Salvesen
Jens Johan Salvesen (8 de setembro de 1883 — 21 de setembro de 1976) foi um velejador norueguês, medalhista olímpico. Ele competiu nos Jogos Olímpicos de Verão de 1920 na classe 8 Metre e conquistou a medalha de prata na disputa realizada segundo as regras de 1919 a bordo do Lyn com Finn Schiander, Lauritz Schmidt, Nils Thomas e Ralph Tschudi.
Antes de sua carreira de velejador, Salvesen praticava esportes de inverno, bem como futebol e tênis. Em 1905 fundou uma companhia de navegação e passou onze anos na Alemanha, Inglaterra e Rússia. A partir de 1916 foi o único diretor administrativo da Salvesens Rederi.